# Fischerjeva nomenklatura
Fischerjeva nomenklatura (imenovana po nemškem kemiku Hermannu Emilu Fischerju) se uporablja v kemiji. Uporabljamo jo za razvrščanje sladkorjev in aminokislin. Kiralnost na podlagi lege hidroksi skupine v molekuli poimenuje kot levo (levo) ali dextro (desno).